# Qwest TV
Pour les articles homonymes, voir Qwest.
Qwest TV est une plateforme en ligne de vidéos (SVOD) de musique jazz et musiques affiliées créée en 2017 par Quincy Jones et Reza Ackbaraly.

## Historique
Reza Ackbaraly (membre de l’Académie Charles-Cros, programmateur musical du festival Jazz à Vienne, de La Petite Halle de la Villette à Paris et anciennement Mezzo) rencontre en 2014 Quincy Jones. C'est au cours de cette rencontre qu'est créée Qwest TV.

### Dates clés
En juillet 2017, Qwest TV est officiellement présentée lors de la 51e édition du Montreux Jazz Festival.
Le 6 septembre 2017 marque le lancement de la campagne de pré-abonnement, sur la plateforme de financement participatif Kickstarter, lors d’un concert hommage à Quincy Jones au Hollywood Bowl. La campagne de pré-abonnement se termine le 10 octobre 2017.
Le 15 décembre 2017, la version bêta de Qwest TV est officiellement disponible.

### Origine du nom
Dans les années 1980, Quincy Jones a créé son propre label Qwest Records, avant de co-fonder Qwest Broadcasting, une société de radiodiffusion aux États-Unis.

## Le catalogue
Qwest TV propose un catalogue « jazz and beyond », le jazz et ses musiques affiliées. Parmi ces types de contenus, on retrouve aussi des documentaires, concerts, archives et exclusivités comme :
- Le concert d’Aretha Franklin à Paris en 1977
- La série en 10 épisodes The Sound of New York[9]

Chaque film est accompagné d’une présentation écrite par des journalistes spécialisés.

## Offre
Qwest TV est accessible sur Internet via mobiles, tablettes et télévision.
Qwest TV est disponible par abonnement mensuel ou annuel, « Bronze », « Silver » ou « Gold ». Les contenus vidéos sont proposés sans publicité.